# (90455) Irenehernandez
(90455) Irenehernandez est un astéroïde de la ceinture principale.

## Description
(90455) Irenehernandez est un astéroïde de la ceinture principale. Il fut découvert le 12 février 2004 à l'observatoire Goodricke-Pigott par Roy A. Tucker. Il présente une orbite caractérisée par un demi-grand axe de 2,35 UA, une excentricité de 0,20 et une inclinaison de 1,9° par rapport à l'écliptique.

## Compléments